# فیض‌آباد (مه‌ولات)
فِیض‌آباد () یکی از شهرهای استان خراسان رضوی و مرکز شهرستان مه‌ولات، در حدود ۲۰۰ کیلومتری شهر مشهد است و بر پایه سرشماری عمومی نفوس و مسکن در سال ۱۳۹۵ جمعیت این شهر ۱۸٬۱۲۰ نفر (در ۵٬۴۹۶ خانوار) بوده است.

## پیشینه تاریخی شهرستان
وجه تسمیه تاریخی مه‌ولات نیز با معانی متفاوتی از جمله آبادی‌های بهم پیوسته، ماه ولایت یا ولایت ماه و محو نمودن بت و بت‌پرستی ذکر شده است. برای نخستین بار نام مه ولات در کتاب تاریخ بیهق که به سال ۵۶۳ هجری قمری توسط علی بن زید بیهقی تألیف شده آمده که بناهای زیاد تاریخی دارد.

## جمعیت
بر پایه سرشماری عمومی نفوس و مسکن در سال ۱۳۹۵ جمعیت این شهر ۱۸٬۱۲۰ نفر (در ۵٬۴۹۶ خانوار) بوده است.

## موقعیت جغرافیایی
شهرستان مه‌ولات در موقعیت جغرافیایی ۵۸ درجه و ۲۵ دقیقه تا ۵۹ درجه و ۵دقیقه طول شرقی از نصف النهار مبدأ و ۳۴ درجه و ۴ دقیقه تا ۳۵ درجه و ۵ دقیقه عرض شمالی از خط استوا در شرق کشور ایران واقع است که نسبت به استان خراسان رضوی در قسمت مرکزی استان قرار گرفته است و از طرف شمال به شهرستان تربت حیدریه و از طرف جنوب به شهرستان گناباد و از شرق به شهرستان رشتخوار و از طرف غرب به شهرستان کاشمر محدود است.
مساحت شهرستان مه‌ولات ۳۲۵۶ کیلومتر مربع که ۳/۱ درصد وسعت استان خراسان رضوی را به خود اختصاص داده است. شهرستان مه‌ولات به علت اینکه در مسیر مواصلاتی استان‌های جنوبی کشور به مرکز استان و کشور قرار دارد از اهمیت ویژه ای در این زمینه برخوردار است.

## ترابری
- جاده ۹۱ (فیض آباد - بندر جاسک)

فاصلهٔ شهر فیض آباد با برخی از مناطق پر رفت‌وآمد
| شهر مقصد    | فاصله (کیلومتر) |
| ----------- | --------------- |
| مشهد        | ۲۰۰             |
| کاشمر       | ۳۵              |
| تربت حیدریه | ۵۸              |
| بیرجند      | ۲۹۴             |
| نیشابور     | ۲۳۰             |
| تهران       | ۸۶۷             |

## اقتصادی
اقتصاد شهرستان مه‌ولات برپایه کشاورزی بوده به طوریکه بخش کشاورزی دارای ۷۰ درصد، خدمات ۲۰ درصد و صنعت ۷٫۵ درصد بوده است.
توانمندی‌های شهرستان مه ولات در بخش کشاورزی و دامداری از اهمیت ویژه ای برخوردار است به صورتیکه با ۴۲۵۵۸ هکتار اراضی زیر کشت محصولات باغی و زراعی یکی از قطبهای کشاورزی استان و کشور می‌باشد و این شهرستان با ۵۲۵۰ هکتار باغات پسته بارور و تولید ۸۹۹۵ تن پسته خشک و ۴۲٪ پسته استان و ۱۶۹۵ هکتار باغات انار وتولید ۲۸۰۳۵ تن انار و ۳۲٪ انار استان مقام نخست تولید این دو محصول در استان را داراست مه ولات همچنین با دارا بودن۴۵۰۰ هکتار اراضی زیر کشت پنبه ۹٪پنبه استان را به خود اختصاص داده است. سطح زیرکشت پسته در مه ولات را ۲۲ هزار هکتار و میانگین تولید سالیانه آن را ۱۰۰ تا ۱۱۰ هزار تن ذکر کرد از این میزان ۲۲ هزار تن پسته خشک فراوری و روانه بازارهای مصرف می‌شود.

### بورس کالا پسته مه‌ولات
در این بورس، پسته فندقی که محصول درجه یک است و در اصطلاح به آن پسته «سی، سی و دو» گفته می‌شود با ظرفیت یکصد تن عرضه خواهد می‌شود.
شرکت دیبا پسته مه ولات دارای انبار استانداردی به ظرفیت حدود ۷ هزار تن بوده که در مرحله اول انباری با ظرفیت ۱۰۰ تن برای پذیرش محصول استاندارد از کشاورزان منطقه خراسان در بورس کالا پذیرش و درج نماد این انبار انجام شده است. در خصوص ورود پسته به بورس این مزیت وجود دارد که آمریکا مرجعیت قیمت پسته در بازارهای جهانی است و اما شاخص قیمت بورس ایران نیز می‌تواند منبع معتبری برای تعیین قیمت‌های بین‌المللی شود. میزان سطح زیر کشت پسته در منطقه خراسان در حالی رو به افزایش است که با توجه به تعرفه‌هایی که برای ورود کالاهای کشاورزی آمریکایی به چین اعمال شده است.
این شهرستان حدود ۳۵۰ تا کارخانه پسته دارد ودایر هست.
برخی از فعالان بازار پسته به فیض‌آباد، کالیفرنیا لقب داده‌اند.

## صنعتدر حوزه صنعت شهرستان دارای یکناحیه صنعتیبا کلیه زیر ساخت‌های لازم جهت سرمایه گزاری می‌باشد که مساحت کل ناحیه ۱۰۶ هکتار بوده و دارای فاز عملیاتی و تعداد ۲ واحد صنعتی فعال می‌باشد.[۱۰]
مهم‌ترین واحدهای صنعتی و معدنی شهرستان ۶ معدن بوده که عمدتاً دارای تولیدات خاک صنعتی، سنگ لاشه و گچ خاکی است که میزان استخراج سالیانه ۲۵ تا ۳۰ هزار تن می‌باشد. در خصوص فراوری پسته مه ولات که در همین شهرستان فراوری می‌شود، مه ولات دارای ۴۱ ترمینال ضبط پسته با ۵۵ خط فراوری می‌شود که در فصل کار در هر واحد روزانه ۷۰ تا ۸۰ نفر کارگر مشغول به کار می‌شوند که سالیانه ۵۵ هزار تن پسته فراوری می‌گردد. تولید ۱۵ کارگاه و صنایع دستی فعال در شهرستان وجود دارد که در حال حاضر تعداد ۱۵ کارگاه قالی بافی، ۵ واحد فرت بافی،۶ واحد تابلو فرش،۲ واحد گلیم بافی و ۲ واحد معرق کاری در شهرستان فعال هست که تاکنون بیش از ۲۲۰ مجوز مشاغل خانگی نیز صادر شده است. در حوزه تعاون با توجه به اینکه تعاونی‌ها از الگوی موفق اقتصادی، اجتماعی مطرح در جهان می‌باشد، گفت: در حال حاضر در مه ولات بیش از ۵۰ تعاونی فعال با ۶۰۰ نفر عضو می‌باشند.

## کشاورزی و منابع آبی
آب و هوای حاکم بر شهرستان مه ولات با توجه به وضعیت توپوگرافی و پستی و بلندی‌های موجود در شمال و جنوب متفاوت می‌باشد.
شمال آن کوهستانی دارای آب و هوای نیمه خشک و قسمت مرکزی و جنوبی شهرستان دارای آب و هوای خشک و کویری است حداکثر مطلق درجه حرارت ۴۰ و حداقل آن ۱۲ درجه سانتی گراد می‌باشد میزان بارندگی نیز دراین شهرستان بسته به موقعیت شمال و جنوب متغیر است متوسط سالانه نزولات جوی در محدوده شمالی شهرستان ۲۷۰ و در قسمت مرکز جنوبی ۱۷۱ میلیمتر می‌باشد. لازم است ذکر شود که بارندگی در قسمت جنوبی و مرکزی بیشترین وسعت را دارد به علت نزدیکی به کویر در تمام سالها یکسان نیست و در سالهای اخیر میزان بارندگی به مراتب پایین‌تر بوده است. جریان سیبری در زمستان باعث کاهش شدید دما شده و این جریان خشک با خود رطوبتی ندارد ولی جریانهای غربی در ریزش باران منطقه ای نقش مؤثری دانسته و سبب ریزش بارانهای زمستانی می‌گردد. بهره‌برداری از آبهای زیر زمینی بیشتر در شهرستان از طریق چاه‌های عمیق و نیمه عمیق بوده و آب شرب شهرستان نیز از طریق منابع زیر زمینی تأمین می‌گردد.

## محصولات

### پسته
مهم‌ترین محصول زیر کشت درفیض آباد پسته می‌باشد. این شهر دارای ۲۶هزارهکتارسطح زیر کشت پسته است که مهم‌ترین رقم زیرکشت پسته سفید بادامی است.

### انار
مه ولات مقام نخست سطح زیر کشت و تولید انار در خراسان رضوی را به خود اختصاص داده است.
برداشت ۲۳ هزار تن انار از دو هزار و ۳۰۰ هکتار باغ‌های کشاورزی، از هر هکتار باغ به‌طور میانگین ۱۰ تن انار برداشت و روانه بازار مصرف
مهم‌ترین رقم انار این شهرستان از نوع اردستانی است که ۹۰ درصد سطح زیر کشت را شامل می‌شود و ۱۰ درصد بقیه نیز از ارقام خزر، عقدا، شیشه، کپ و ملس بجستان است.

### زعفران
کشاورزان مه‌ولات ۳٫۳ درصد تولید زعفران استان خراسان رضوی و ۲٫۵ درصد تولید این محصول در کشور را با تولید ۱۴ تن و ۴۰۰ کیلوگرم زعفران در اختیار دارند.

## سوغات
فیض آباد یکی از مناطق مهم بخش کشاورزی به خصوص در تولید انار و پسته به سبب اقلیم مناسب دارای باغهای بسیاری می‌باشد که محصولات آنها در استان خراسان رضوی شهره عام و خاص است لذا گردشگرانی که از این خطه دیدن می‌کنند از پسته و انار خوش طعم و شیرین آن تناول کرده و سوغات می‌برند. همچنین از دیگر سوغات مه ولات می‌توان به تولیدات نمدی از جمله کلاه و بالاپوش نمدی و بافته‌های زیرانداز نظیر قالیچه‌های پشمی و تابلو فرشهای نفیس ابریشمین و قالیهای الوان اشاره کرد.